# VM i håndbold 1982 (kvinder)
Verdensmesterskabet i håndbold for damer i 1982 var den ottende indendørs VM-slutrunde for kvinder, og den blev afholdt i Ungarn i perioden 2. – 12. december 1982. For anden gang blev VM afviklet uden dansk deltagelse. Til gengæld deltog Bulgarien og Republikken Congo for første gang.
De 12 deltagende lande spillede først en indledende runde med 3 grupper á 4 hold. De to bedste hold fra hver gruppe gik videre til placeringsrunden om placeringerne 1-6 og de øvrige hold spillede om placeringerne 7-12.

## Indledende runde
| Gruppe A       |                |                |       |
| Ungarn - USA   | Ungarn - USA   | Ungarn - USA   | 22-4  |
| DDR - Norge    | DDR - Norge    | DDR - Norge    | 16-14 |
| Ungarn - Norge | Ungarn - Norge | Ungarn - Norge | 24-18 |
| DDR - USA      | DDR - USA      | DDR - USA      | 26-4  |
| DDR - Ungarn   | DDR - Ungarn   | DDR - Ungarn   | 17-17 |
| Norge - USA    | Norge - USA    | Norge - USA    | 25-13 |
|                | Kampe          | Mål            | Point |
| Ungarn         | 3              | 63-39          | 5     |
| DDR            | 3              | 57-37          | 5     |
| Norge          | 3              | 57-53          | 2     |
| USA            | 3              | 23-71          | 0     |

| Gruppe B                  |                           |                           |       |
| Rumænien - Sydkorea       | Rumænien - Sydkorea       | Rumænien - Sydkorea       | 22-22 |
| Sovjetunionen - Bulgarien | Sovjetunionen - Bulgarien | Sovjetunionen - Bulgarien | 22-12 |
| Sovjetunionen - Sydkorea  | Sovjetunionen - Sydkorea  | Sovjetunionen - Sydkorea  | 23-21 |
| Rumænien - Bulgarien      | Rumænien - Bulgarien      | Rumænien - Bulgarien      | 18-17 |
| Sovjetunionen - Rumænien  | Sovjetunionen - Rumænien  | Sovjetunionen - Rumænien  | 20-16 |
| Bulgarien - Sydkorea      | Bulgarien - Sydkorea      | Bulgarien - Sydkorea      | 23-26 |
|                           | Kampe                     | Mål                       | Point |
| Sovjetunionen             | 3                         | 65-49                     | 6     |
| Sydkorea                  | 3                         | 69-68                     | 3     |
| Rumænien                  | 3                         | 56-59                     | 3     |
| Bulgarien                 | 3                         | 52-66                     | 0     |

| Gruppe C                       |                                |                                |       |
| Tjekkoslovakiet - Congo        | Tjekkoslovakiet - Congo        | Tjekkoslovakiet - Congo        | 30-13 |
| Tjekkoslovakiet - Vesttyskland | Tjekkoslovakiet - Vesttyskland | Tjekkoslovakiet - Vesttyskland | 18-17 |
| Jugoslavien - Vesttyskland     | Jugoslavien - Vesttyskland     | Jugoslavien - Vesttyskland     | 21-16 |
| Vesttyskland - Congo           | Vesttyskland - Congo           | Vesttyskland - Congo           | 32-10 |
| Jugoslavien - Congo            | Jugoslavien - Congo            | Jugoslavien - Congo            | 37-11 |
| Jugoslavien - Tjekkoslovakiet  | Jugoslavien - Tjekkoslovakiet  | Jugoslavien - Tjekkoslovakiet  | 22-16 |
|                                | Kampe                          | Mål                            | Point |
| Jugoslavien                    | 3                              | 80-43                          | 6     |
| Tjekkoslovakiet                | 3                              | 64-52                          | 4     |
| Vesttyskland                   | 3                              | 65-49                          | 2     |
| Congo                          | 3                              | 34-99                          | 0     |

## Placeringsrunder
| Placeringsrunde (1.- 6.plads)   |                                 |                                 |       |
| Sovjetunionen - DDR             | Sovjetunionen - DDR             | Sovjetunionen - DDR             | 15-14 |
| Jugoslavien - Sydkorea          | Jugoslavien - Sydkorea          | Jugoslavien - Sydkorea          | 27-25 |
| Ungarn - Tjekkoslovakiet        | Ungarn - Tjekkoslovakiet        | Ungarn - Tjekkoslovakiet        | 20-17 |
| DDR - Tjekkoslovakiet           | DDR - Tjekkoslovakiet           | DDR - Tjekkoslovakiet           | 23-18 |
| Sovjetunionen - Jugoslavien     | Sovjetunionen - Jugoslavien     | Sovjetunionen - Jugoslavien     | 21-19 |
| Ungarn - Sydkorea               | Ungarn - Sydkorea               | Ungarn - Sydkorea               | 31-25 |
| DDR - Sydkorea                  | DDR - Sydkorea                  | DDR - Sydkorea                  | 28-22 |
| Sovjetunionen - Tjekkoslovakiet | Sovjetunionen - Tjekkoslovakiet | Sovjetunionen - Tjekkoslovakiet | 14-12 |
| Jugoslavien - Ungarn            | Jugoslavien - Ungarn            | Jugoslavien - Ungarn            | 17-16 |
| Tjekkoslovakiet - Sydkorea      | Tjekkoslovakiet - Sydkorea      | Tjekkoslovakiet - Sydkorea      | 20-19 |
| Jugoslavien - DDR               | Jugoslavien - DDR               | Jugoslavien - DDR               | 17-17 |
| Ungarn - Sovjetunionen          | Ungarn - Sovjetunionen          | Ungarn - Sovjetunionen          | 15-13 |
|                                 | Kampe                           | Mål                             | Point |
| 1. Sovjetunionen                | 5                               | 86-81                           | 8     |
| 2. Ungarn                       | 5                               | 99-89                           | 7     |
| 3. Jugoslavien                  | 5                               | 102-95                          | 7     |
| 4. DDR                          | 5                               | 99-89                           | 6     |
| 5. Tjekkoslovakiet              | 5                               | 83-98                           | 2     |
| 6. Sydkorea                     | 5                               | 112-129                         | 0     |

| Placeringsrunde (7.- 12.plads) |                          |                          |       |
| Rumænien - USA                 | Rumænien - USA           | Rumænien - USA           | 35-15 |
| Norge - Congo                  | Norge - Congo            | Norge - Congo            | 28-14 |
| Vesttyskland - Bulgarien       | Vesttyskland - Bulgarien | Vesttyskland - Bulgarien | 18-15 |
| Norge - Bulgarien              | Norge - Bulgarien        | Norge - Bulgarien        | 22-19 |
| USA - Congo                    | USA - Congo              | USA - Congo              | 19-16 |
| Rumænien - Vesttyskland        | Rumænien - Vesttyskland  | Rumænien - Vesttyskland  | 18-18 |
| Bulgarien - USA                | Bulgarien - USA          | Bulgarien - USA          | 19-15 |
| Rumænien - Congo               | Rumænien - Congo         | Rumænien - Congo         | 35-14 |
| Norge - Vesttyskland           | Norge - Vesttyskland     | Norge - Vesttyskland     | 18-15 |
| Norge - Rumænien               | Norge - Rumænien         | Norge - Rumænien         | 16-16 |
| Bulgarien - Congo              | Bulgarien - Congo        | Bulgarien - Congo        | 31-20 |
| Vesttyskland - USA             | Vesttyskland - USA       | Vesttyskland - USA       | 27-14 |
|                                | Kampe                    | Mål                      | Point |
| 7. Norge                       | 5                        | 109-77                   | 9     |
| 8. Rumænien                    | 5                        | 122-80                   | 8     |
| 9. Vesttyskland                | 5                        | 110-75                   | 5     |
| 10. Bulgarien                  | 5                        | 101-93                   | 4     |
| 11. USA                        | 5                        | 76-122                   | 2     |
| 12. Congo                      | 5                        | 74-145                   | 0     |

### Slutstilling
1. Sovjetunionen,
2. Ungarn,
3. Jugoslavien,
4. DDR,
5. Tjekkoslovakiet,
6. Sydkorea,
7. Norge,
8. Rumænien,
9. Vesttyskland,
10. Bulgarien,
11. USA,
12. Congo.